# Argentina en los Juegos Olímpicos de Melbourne 1956
La participación de Argentina en los Juegos Olímpicos de Melbourne 1956 fue la séptima actuación olímpica oficial organizada por el Comité Olímpico Argentino. La delegación presentó solo 37 deportistas, la cantidad más reducida de la historia del país, de los cuales solo dos fueron mujeres. La abanderada fue Isabel Avellán, una atleta lanzadora de disco, una de las dos mujeres en la delegación.
El equipo olímpico obtuvo dos medallas, una de plata y otra de bronce, y 10 diplomas olímpicos (puestos premiados). En el medallero general ocupó la posición N.º 29 sobre 67 países participantes.
La medalla de plata fue ganada en halterofilia (levantamiento del pesas) y la de bronce en boxeo que, como fue habitual hasta México 1968, se destacó aportando una importante proporción de las medallas, y en este caso también la mitad de los diplomas olímpicos (5).
La presencia olímpica de Argentina en los Juegos de Melbourne se vio fuertemente afectada por razones políticas, debido a que la dictadura militar instalada en 1955 consideraba que la mayoría de los deportistas argentinos tenían simpatía por las ideas del peronismo, razón por la cual dispuso la suspensión de muchos de ellos por 99 años, quedando eliminados de la delegación oficial.  Fueron los primeros Juegos Olímpicos en los que Argentina no ganó ninguna medalla de oro, y las dos obtenidas se encontraban muy por debajo del promedio de entre cuatro y siete medallas ganadas en todos los juegos anteriores. A partir de estos juegos, Argentina comenzaría una fuerte caída de su rendimiento olímpico, que recién en 2004 recuperaría los niveles que tuvo en el período 1924-1952.

## La candidatura de Buenos Aires
Nueve ciudades (seis estadounidenses) se presentaron como candidatas para organizar XVI Juegos Olímpicos de Verano de 1956: Buenos Aires, Chicago, Detroit, Filadelfia, Los Ángeles, Melbourne, México, Minneapolis y San Francisco. La votación se realizó en 1949 y en la primera ronda quedó eliminada San Francisco. En la segunda ronda fueron descartadas Chicago, Minneapolis y Filadelfia. En la tercera México y en la cuarta Detroit y Los Ángeles. Quedaron entonces solo dos ciudades del hemisferio sur, donde nunca se había realizado los Juegos, Buenos Aires de Argentina y Melborne de Australia.
La cuestión geográfica era importante debido a que el verano en el hemisferio sur se desarrolla entre diciembre y marzo, a diferencia del hemisferio norte, en donde se desarrolla entre junio y septiembre. Esta diferencia generaba dificultades en los calendarios de los torneos y entrenamiento de los atletas del hemisferio norte.
En la votación final, la ciudad australiana se impuso por un voto (21-20) sobre la capital argentina.

## Medalla de plata en levantamiento de pesas

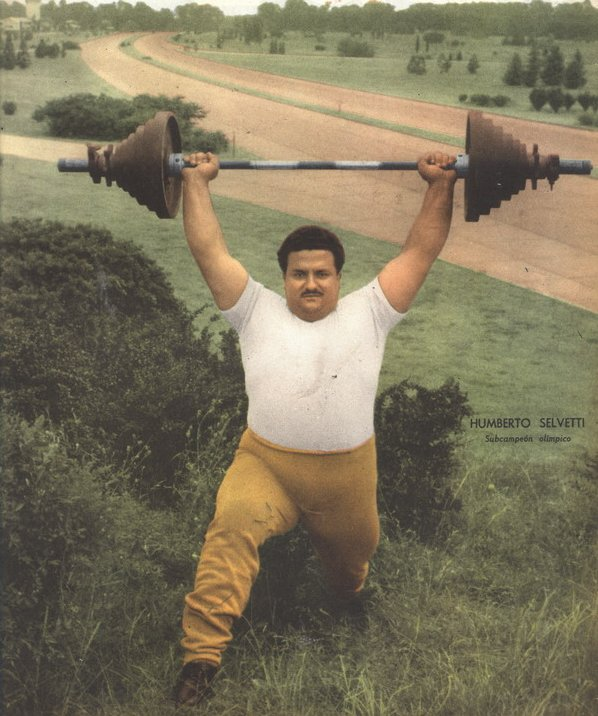
Humberto Selvetti, medalla de plata en Melbourne 1956. Tapa de la revista El Gráfico de 1957.

Humberto Selvetti (24 años) ganó la medalla de plata en levantamiento de pesas, en la categoría peso pesados. Antes de la prueba era opinión generalizada que el estadounidense Paul Edward Anderson, uno de los grandes halterófilos de todos los tiempos, se la adjudicaría con facilidad. El año anterior había sido el primer hombre en sumar 500 kilos, dejando completamente atrás a todos sus oponentes. Humberto Selvetti, a su vez había obtenido la medalla de bronce en Helsinki 1952 con solo 20 años. 
En ese momento la competencia olímpica de levantamiento de pesas incluía tres movimientos: arranque (snatch), dos tiempos (clean & jerk) y fuerza o clean y press. Luego se sumaban los kilos levantados en cada movimiento y se consideraba ganador a quien había sumado mayor cantidad de kilos en total.
La prueba comenzó con el movimiento de arranque y Selvetti sorprendió a todos levantando 175 kilos y superando a Anderson por 7,5 kilos. En el movimiento de dos tiempos Selvetti volvió a sorprender al levantar 145 kilos, la misma cantidad que había levantado Anderson, obligando a éste a superar al argentino por 7,5 kilos en el movimiento final, la competencia de fuerza (clean y press). Anderson intentó levantar 187,5 kilos, fracasando en sus dos primeros intentos, mientras que Selvetti levantó en el segundo 180 kilos. En su intento final, Anderson logró levantar 187,5 kilos, alcanzando a Selvetti en una suma total de 500 kilos; el argentino a su vez no pudo levantar 185 kilos en su último intento y la prueba finalizó con un empate. Las reglas de la halterofilia establecen que en caso de empate, el desempate debe realizarse otorgando la ventaja al competidor de menor peso; debido a que Anderson pesaba 138 kilos, cinco kilos menos que Selvetti, la medalla de oro le correspondió al estadounidense, mientras que la de plata fue asignada al argentino. Ambos le sacaron 47,5 kilos al tercero. El enfrentamiento Anderson-Selvetti en Melbourne está considerado uno de los momentos históricos clásicos de ese deporte. En el sitio Lift Up puede verse el video con los tres levantamientos de Selvetti en Melbourne.
| Levantamiento de pesas: peso pesado                                   | Levantamiento de pesas: peso pesado | Levantamiento de pesas: peso pesado | Levantamiento de pesas: peso pesado | Levantamiento de pesas: peso pesado |
|                                                                       | Deportista                          | País                                | Kilos                               |                                     |
| --------------------------------------------------------------------- | ----------------------------------- | ----------------------------------- | ----------------------------------- | ----------------------------------- |
| 1                                                                     | Paul Edward Anderson                | Estados Unidos                      | 500,0                               |                                     |
| 2                                                                     | Humberto Selvetti                   | Argentina                           | 500,0                               |                                     |
| 3                                                                     | Alberto Pigaiani                    | Italia                              | 452,5                               |                                     |
| 4                                                                     | Firouz Pejhan                       | Irán                                | 450,0                               |                                     |
| 5                                                                     | Eino Matias Mäkinen                 | Finlandia                           | 432,5                               |                                     |
| 6                                                                     | William Baillie                     | Canadá                              | 432,5                               |                                     |
| Fuente: Melbourne 1956, Olympic results, Wyniki igrzyzk olimpijskich. |                                     |                                     |                                     |                                     |

## Medalla de bronce en boxeo
El equipo argentino de boxeo, como fue habitual hasta México 1968, aportó una de las dos medallas obtenidas por la delegación, la de bronce, y cinco de los diez diplomas olímpicos. En las tablas generales del deporte, la Argentina salió 13.ª en el medallero y 10.ª en la tabla de puntaje (8,75 pts.).
 Víctor Zalazar (23 años) ganó la medalla de bronce en boxeo, en la categoría peso mediano (hasta 75 kilos). Venció en primera ronda por puntos al sueco Stig Karl Olof Sjölin y del mismo modo venció en cuartos de final al alemán Dieter Wemhöner. En semifinales, Zalazar debió enfrentar al soviético Giennadij Szatkow, quien a la postre sería el ganador de la medalla de oro. Szatkow venció finalmente a Zalazar por nocaut en el segundo asalto, debido a lo cual este último compartió la medalla de bronce con el francés Gilbert Chapron, el otro semifinalista derrotado.

## Diplomas olímpicos (puestos premiados) y otros buenos resultados
Los atletas argentinos en Melbourne 1956 obtuvieron diez diplomas olímpicos (puestos premiados) y entre ellos, dos cuartos puestos.
- El equipo de boxeo obtuvo cinco diplomas:  Carmelo A. Tomaselli (5° en peso gallo), Tristán O. Falfán (5° en peso pluma), Antonio Marcilla (5° en peso wélter junior), Francisco Gelaberti (5° en peso wélter), Rodolfo Díaz (5° en peso mediopesado).[9]

- Equitación obtuvo dos diplomas. El equipo integrado por Carlos D´Elía, Pedro Mayorga y Naldo Dasso, logró el 4° lugar en salto por equipos, en tanto que el equipo integrado por Juan Martín Merbilháa, Eduardo Cano y Carlos de la Serna, finalizó 6° en la prueba completa por equipos.

- La tripulación integrada por Jorge Salas Chávez, Arnoldo Pekelharing y Boris Belada, en yachting, obtuvo diploma olímpico al salir 4º en la clase Dragon.

- Oscar Cervo, en tiro, obtuvo diploma olímpico al salir 5º en pistola rápida a 25 metros.

- Isabel Avellán, la única mujer de la delegación, aportó un diploma olímpico en lanzamiento de disco al acabar sexta.

Otros buenos resultados de los atletas argentinos fueron:
- Adolfo Anselmo Díaz, 7° en la categoría peso gallo (lucha grecorromana);
- Adolfo Anselmo Díaz, 8° en la categoría peso gallo (lucha libre);
- Juan Martín Merbilháa, 8° en la prueba completa individual (equitación);
- Carlos D´Elía, 8° en salto individual (equitación).